# Port lotniczy Gorkha
Port lotniczy Gorkha – port lotniczy położony w Prithivinagarze (dawniej Gorkha), w Nepalu. 